# ذراع المراقب (حبيل جبر)

تعديل مصدري - تعديل

ذراع المراقب هي إحدى قرى عزلة حبيل جبر بمديرية حبيل جبر التابعة لمحافظة لحج، بلغ تعداد سكانها 54 نسمة حسب تعداد اليمن لعام 2004.